# Пясечна-Гурка
Пясечна-Гурка (пол. Piaseczna Górka) — село в Польщі, у гміні Моравиця Келецького повіту Свентокшиського воєводства.
Населення — 448 осіб (2011).
У 1975-1998 роках село належало до Келецького воєводства.

## Демографія
Демографічна структура на день 31 березня 2011 року:
|          | Загалом | Допрацездатний вік | Працездатний вік | Постпрацездатний вік |
| -------- | ------- | ------------------ | ---------------- | -------------------- |
| Чоловіки | 250     | 66                 | 173              | 11                   |
| Жінки    | 198     | 38                 | 133              | 27                   |
| Разом    | 448     | 104                | 306              | 38                   |